# Stichelia phrygiana
Stichelia phrygiana är en fjärilsart som beskrevs av Hans Ferdinand Emil Julius Stichel 1914. Stichelia phrygiana ingår i släktet Stichelia och familjen Riodinidae. Inga underarter finns listade i Catalogue of Life.